# 詹姆斯·奧康納
詹姆斯·奧康納（英語：James O'Connor；1990年7月5日—）是一位澳大利亞橄欖球運動員。在2008年他還只有18歲時，他已經開始代表澳大利亞國家隊參賽。在2014-15賽季，他在法國橄欖球隊土倫效力。他出生在澳大利亞黃金海岸。